# Champagnolles
Champagnolles és un municipi francès situat al departament del Charente Marítim i a la regió de la Nova Aquitània. L'any 2007 tenia 517 habitants.

## Demografia

### Població
El 2007 la població de fet de Champagnolles era de 517 persones. Hi havia 216 famílies de les quals 60 eren unipersonals (24 homes vivint sols i 36 dones vivint soles), 80 parelles sense fills, 68 parelles amb fills i 8 famílies monoparentals amb fills.
La població ha evolucionat segons el següent gràfic:
Habitants censats

### Habitatges
El 2007 hi havia 290 habitatges, 218 eren l'habitatge principal de la família, 40 eren segones residències i 32 estaven desocupats. 274 eren cases i 13 eren apartaments. Dels 218 habitatges principals, 174 estaven ocupats pels seus propietaris, 39 estaven llogats i ocupats pels llogaters i 5 estaven cedits a títol gratuït; 2 tenien una cambra, 13 en tenien dues, 42 en tenien tres, 51 en tenien quatre i 110 en tenien cinc o més. 176 habitatges disposaven pel capbaix d'una plaça de pàrquing. A 111 habitatges hi havia un automòbil i a 85 n'hi havia dos o més.

### Piràmide de població
La piràmide de població per edats i sexe el 2009 era:
| Homes | Edats   | Dones |
| ----- | ------- | ----- |
| 4     | 95 o +  | 0     |
| 4     | 90 a 94 | 4     |
| 0     | 85 a 89 | 12    |
| 8     | 80 a 84 | 12    |
| 28    | 75 a 79 | 16    |
| 20    | 70 a 74 | 16    |
| 12    | 65 a 69 | 28    |
| 12    | 60 a 64 | 20    |
| 24    | 55 a 59 | 8     |
| 4     | 50 a 54 | 12    |
| 16    | 45 a 49 | 20    |
| 24    | 40 a 44 | 16    |
| 8     | 35 a 39 | 8     |
| 16    | 30 a 34 | 12    |
| 8     | 25 a 29 | 16    |
| 8     | 20 a 24 | 8     |
| 12    | 15 a 19 | 16    |
| 8     | 10 a 14 | 16    |
| 8     | 5 a 9   | 8     |
| 20    | 0 a 4   | 4     |

## Economia
El 2007 la població en edat de treballar era de 299 persones, 225 eren actives i 74 eren inactives. De les 225 persones actives 204 estaven ocupades (109 homes i 95 dones) i 21 estaven aturades (11 homes i 10 dones). De les 74 persones inactives 37 estaven jubilades, 13 estaven estudiant i 24 estaven classificades com a «altres inactius».

### Ingressos
El 2009 a Champagnolles hi havia 232 unitats fiscals que integraven 536 persones, la mediana anual d'ingressos fiscals per persona era de 13.585 €.

### Activitats econòmiques
Dels 23 establiments que hi havia el 2007, 1 era d'una empresa alimentària, 10 d'empreses de construcció, 7 d'empreses de comerç i reparació d'automòbils, 2 d'empreses de transport, 1 d'una empresa d'hostatgeria i restauració, 1 d'una empresa de serveis i 1 d'una empresa classificada com a «altres activitats de serveis».
Dels 10 establiments de servei als particulars que hi havia el 2009, 1 era un taller de reparació d'automòbils i de material agrícola, 3 paletes, 2 guixaires pintors, 2 fusteries, 1 electricista i 1 empresa de construcció.
L'únic establiment comercial que hi havia el 2009 era una fleca.
L'any 2000 a Champagnolles hi havia 34 explotacions agrícoles que ocupaven un total de 945 hectàrees.

## Equipaments sanitaris i escolars
El 2009 hi havia una escola elemental integrada dins d'un grup escolar amb les comunes properes formant una escola dispersa.

## Poblacions més properes
El següent diagrama mostra les poblacions més properes.